# Antoine (cantante)
Pierre Antoine Muraccioli, noto come Antoine (Tamatave, 4 giugno 1944), è un cantautore francese.

## Biografia
Nato in Madagascar da genitori corsi originari di Vivario, nell'estate del 1965 fu in giro per la Francia meridionale in autostop e, in Costa Azzurra ricevette un passaggio da Christian Fechner, direttore artistico di Vogue, il quale lo introdusse nell'industria discografica e ne promosse il debutto con il 45 giri Autoroute Européenne N°4 / Un jour c'est longtemps pour nous deux.
Diventa famoso nel 1966 quando esce il suo 45 giri Le Divagazioni di Antoine (in francese Les élucubrations d'Antoine).
Legatissimo all'Italia in virtù delle sue origini, l'eclettico e cosmopolita malgascio ha riscosso un grande successo grazie alle sue partecipazioni al Festival di Sanremo dal 1967 al 1971 con: Pietre (in coppia con Gian Pieretti), La tramontana (in coppia con Gianni Pettenati) che raggiunge la prima posizione per cinque settimane nel 1968 (poi cover del gruppo musicale spagnolo Los Catinos con il medesimo titolo), Cosa hai messo nel caffè (in coppia con Riccardo Del Turco), Taxi e Il dirigibile (in coppia con Anna Identici).
All'inizio è un perfetto clone di Donovan, proprio come Gian Pieretti in Italia: stessa chitarra, stessi sgargianti vestiti a fiori, stessi baffetti che all'epoca (il periodo di Atlantis) porta l'artista scozzese.
Del 1967 sono anche il singolo Cannella e Un caso di follia, sigla del programma televisivo Chi ti ha dato la patente?
Negli anni Settanta comincia la passione per la barca a vela e parte per il giro del mondo in solitario. Pubblica libri fotografici dei suoi viaggi e gira anche diversi documentari, trasmessi in Italia dal 1998 su RaiDue nel programma Sereno Variabile di Osvaldo Bevilacqua.
La sua carriera discografica, sul mercato francofono, prosegue, con una frequenza di pubblicazione più diradata, anche negli anni Settanta e Ottanta, con qualche singolo, inedito in Italia e con qualche ristampa di brani già incisi negli anni Sessanta.
Al Festival di Sanremo 1979 cantò Nocciolino.

## Discografia parziale

### Album

#### 33 giri
- 1966: Antoine (Disques Vogue, VRL 3024)
- 1967: Antoine e Françoise Hardy (Disques Vogue, LPJ 5077; con Françoise Hardy)
- 1967: Antoine (Disques Vogue, LPJ 5085)
- 1968: Antoine (Disques Vogue, LPJ 5088)
- 1968: Bonjour Salut
- 1979: Nocciolino (Barclay, BRC LP 60060)
- 1980: Que beau voyage (Barclay, 96.109)
- 1981: Solitaire (Barclay, 200.218)

#### CD
- 1999: Antoine (Disques Vogue)

### EP
- 1965: ''Autoroute Européenne N.4/La Guerre/Un Jour C'est Longtemps Pour Nous Deux/Ne T'en Fais Pas'' (Disques Vogue,EPL 8401)
- 1965: ''Autopista Europea N.4/La Guerra/Un Dia Es Mucho Tiempo Para Los Dos/No Te Preocupes'' (Disques Vogue, Hispavox,HV 27-148)
- 1966: ''Les Elucubrations D'Antoine/Pourquoi Ces Canons/Petite Fille Ne Crois Pas/Qu'est-ce Qui Ne Tourne Pas Rond Chez Moi'' (Disques Vogue,EPL 8417)
- 1966: ''Las Lucubraciones De Antoine/Para Que Estos Canones/Chiquilla,No Te Hagas Ilusiones/Que Es Lo Que Pasa?'' (Disques Vogue, Hispavox,HV 27-153)
- 1966: 'Antoine Et Les Problèmes'; ''Je Dis Ce Que Je Pense Et Je Vis Comme Je Veux/Contre-Elucubrations Problematiques/Ce Monde Existe/Dodécaphonie'' (Disques Vogue,EPL 8445)
- 1966: 'Antoine Et Les Problèmes'; ''Yo Digo Lo Que Pienso Y Vivo Como Quiero/Metamorfosis Extraordinaria/Contra-Lucubraciones Problemàticas/Ruido De Rosas'' (Disques Vogue, Hispavox,HV 27-157)
- 1966: ''Un Eléphant Me Regarde/Qu'est-ce Que ça Peut Faire De Vivre Sans Maison/Mais Pas Pour Toi/Qu'est-ce Que Je Fous Ici'' (Disques Vogue,EPL 8473)
- 1966: ''Un Elefante Me Mira/Que Puede Pasar Viviendo Sin Hogar/No Por Ti/Que Hago Aquì?'' (Disques Vogue, Hispavox,HV 27-160)
- 1966: ''Votez Pour Moi/Nadine/Je Reprends La Route Demain/Ma Fete Foraine'' (Disques Vogue,EPL 8488)
- 1966: ''Votad Por Mi/Nadine/Manana Seguire El Viaje/Mi Verbena'' (Disques Vogue, Hispavox,HV 27-163)
- 1967: ''Je L'Appelle Canelle/Mon Prince Et Ma Princesse/Juste Quelques Flocons Qui Tombent/Arretez De Me Parler de Faire L'Amour'' (Disques Vogue,EPL 8516
- 1967: ''Madame Laure Messenger, Claude, Jeremie Et L'Existence De Dieu/Lolita, Lolita/Je Partirai Bientot/L'Anniversaire De Beethoven'' (Disques Vogue,EPL 8548)
- 1967: ''Titine Achète Moi Un Camion/Le Marchand De Temps/Chanson Devant La Photo De Mon Idole/Lucie A Un Pétit Chat'' (Disques Vogue,EPL 8579)
- 1968: ''Bonjour Salut/Le Roi De Chine/Mon Père Se Prenait Pour Fred Astaire/Alors, Adieu Mais Bien Aimée'' (Disques Vogue,EPL 8622)
- 1968: ''La Tramontane/Mon Auto M'Attend/C'est Un Mal,L'Amour Existe/Mort De Petite Marie,L'Ensoleillée'' (Disques Vogue,EPL 8612)
- 1968: ''Ramenez-moi Chez Moi/Madame Becassine/L'Eau A Monté Les Marches Du Petit Escalier'' (Disques Vogue,EPL 8604)
- 1968: ''Le Match De Football/Les Toits De Mon Village/Venez Avec Nous/Hiver'' (Disques Vogue,EPL 8646)
- 1968: 'Les Disques D'Or De La Chanson'; ''Les Elucubrations D'Antoine/Ma Fete Foraine/Titine Achète Moi Un Camion/Je L'Appelle Canelle'' (Disques Vogue,EPL DOV.12)
- 1969: ''Bonsoir La France/Je Resterai Ton Amour/Dites-Moi Ma Mère/Viens Frapper'' (Disques Vogue,EPL 8677)
- 1969: ''Sauve Toi,Jo/La Chanson Qui Fait 'LaLa La'/Marie, Marie/Un Grand Amour'' (Disques Vogue,EPL 8678)
- 1969: ''Que Cosa Has Puesto En El Cafè/Vente Con Nosotros/El Juego De Fut Bol/Estan Cayendo Copos De Nieve'' (Disques Vogue, Discos Tico,REP 10081)
- 1969: 'En Duo Avec Georgette Plana'; ''Je T'Offre Un Verre/Music-Hall/Le Casatschock Hawaien/Les Pierres'' (Disques Vogue,EPL 8665)
- 1969: ''Qu'est-ce Que T'As Mis Dans Le Café?/Tout Nu Devant La Glace/J'Ai Le Carnaval/Le Poisson,Le Soleil Et La Pluie'' (Disques Vogue,EPL 8661)
- 1970: ''Taxi/Mes Amis/Vien Danser Le Rush/Tous Les Enfants Du Monde'' (Disques Vogue,EPL 8689)

### Singoli

#### 45 giri pubblicati in Italia
- 1966: Les élucubrations d'Antoine/Pourquoi ces canons (Disques Vogue, J 35098)
- 1966: L'alienazione/Un'altra strada (Disques Vogue, J 35100)
- 1966: Le divagazioni di Antoine/Senti cocca mia (Disques Vogue, J 35105)
- 1966: Un éléphant me regarde/Mais pas pour toi (Disques Vogue, J 35107)
- 1967: Pietre/La felicità (Disques Vogue, J 35127)
- 1967: Cannella/Un caso di follia (Disques Vogue, J 35140)
- 1967: Titina/Cade qualche fiocco di neve (Disques Vogue, J 35157)
- 1968: La tramontana/Io voglio andare in guerra (Disques Vogue, J 35162)
- 1968: L'amico, la ragazza e il cane/Il mago (Disques Vogue, J 35168)
- 1968: Buongiorno ciao/L'acqua è salita (Disques Vogue, J 35172)
- 1968: Un paese matto/Fred Astaire (Disques Vogue, VG 53002)
- 1969: Cosa hai messo nel caffè?/Venite con noi (Disques Vogue, VG 53004)
- 1969: La sbornia/Mi piacerebbe (Disques Vogue, VG 87002)
- 1969: La canzone che io canto/Scappa Jo Jo (Disques Vogue, VG 87007)
- 1970: Taxi/La partita (Disques Vogue, VG 87012)
- 1970: La canzonaccia/Il grande amore (Disques Vogue, VG 87014)
- 1971: Ra-ta-ta/Inverno (Disques Vogue, VG 87017)
- 1971: Il dirigibile/Madame (Disques Vogue, VG 87021)
- 1971: Invidio il volo pazzo delle rondini/Cosa hai messo nel caffè (Disques Vogue, VI 2001)
- 1972: Pop corn (cuore veloce)/Il fantasma (Disques Vogue, VI 2013)
- 1972: Trop pollué pour être honnête/Chasse à courre (Disques Vogue, V 4127)
- 1979: Nocciolino/Il maschio oggetto (Barclay, BRC NP 40089)

#### 45 giri pubblicati in Francia
- 1965: Autoroute Européenne N°4/Un Jour C'Est Longtemps Pour Nous Deux (Disques Vogue, V. 45-1326)
- 1965: La Guerre/Ne T'En Fais Pas (Disques Vogue, V. 45-1328)
- 1966: Les Élucubrations D'Antoine/Métamorphoses Exceptionnelles (Disques Vogue, V. 45-1336)
- 1966: Contre-Elucubrations Problématiques/On S'en Fout (Disques Vogue, V. 45-1352)
- 1966: Un Éléphant Me Regarde/Qu'Est-Ce Que Je Fous Ici (Disques Vogue, V. 45-1363)
- 1966: Votez Pour Moi/Nadine (Disques Vogue, V. 45-1378)